# Skinner's Finish
Skinner's Finish er en amerikansk stumfilm fra 1908 af Edwin S. Porter.

## Medvirkende
- Charles Inslee
- William V. Ranous